# Krankenhilfe
Junge Menschen, die in Deutschland im Rahmen der Kinder- und Jugendhilfe nach den §§ 33–35 oder nach § 35a Abs. 2 Nummer 3 und 4 SGB VIII außerhalb der Familie untergebracht sind, erhalten Krankenhilfe nach § 40 SGB VIII vom zuständigen Jugendamt, um die Kosten einer Krankenbehandlung abzudecken.
Da Leistungen der Kinder- und Jugendhilfe nachrangig gegenüber anderen Leistungen sind, deckt die Krankenhilfe in der Regel die Kosten ab, die von der Familienversicherung nicht umfasst sind, wie Zuzahlungen bei der Inanspruchnahme verschiedener Leistungen und Eigenbeteiligungen bei Zahnersatz. Die Krankenhilfe ist jedoch vorrangig vor der Auffangversicherungspflicht.
Für den Leistungsrahmen verweist die Krankenhilfe auf die Regelungen der Hilfen zur Gesundheit, die ihrerseits auf den Leistungskatalog der gesetzlichen Krankenkassen verweist.

## Krankenhilfe in weiteren Gesetzen
Krankenhilfe erhalten Beschädigte und Hinterbliebene in Ergänzung der Leistungen der Heil- und
Krankenbehandlung nach § 26 b Bundesversorgungsgesetz (BVG) und über Verweise auch gemäß den Nebengesetzen des BVG. Diese ist anders geregelt als nach Kinder- und Jugendhilfe.